# D'Andra Moss
D'Andra Yvette Moss (21 febbraio 1988) è un'ex cestista statunitense naturalizzata ucraina.

## Carriera
Guardia di 178 cm, ha giocato in Serie A1 con l'Acqua&Sapone Umbertide.
Con l'Ucraina ha disputato i Campionati europei del 2017.